# كونشا دي ألبورنيث
بالرياض قهوجي وصبابين قهوجي وصبابين قهوة بالرياض قهوجي صبابين الرياض مباشرين قهوة الرياض قهوجيين الرياض صبابين صبابين قهوة قهوجي بالرياض صباب قهوة صبابين في الرياض صبابين قهوة بالرياض

ماريا دي لا كونسيبثيون دي ألبورنيث سالاس لواركا ، أستورياس، 29 أبريل 1900 - المكسيك، 29 فبراير 1972) كانت مفكرة نسوية إسبانية نُفيت نتيجة الحرب الأهلية الاسبانية. كانت ابنة السياسي الجمهوري ألبارو دي ألبورنيث] وشقيقة الكاتب ألبارو دي ألبورنيث سالاس.
كانت ابنة الكاتب والمحامي والوزير الإسباني في الجمهورية الثانية ألبارو دي ألبورنيث إي ليميانيانا (1879-1954) وزوجته أماليا سالاس أبيا-فويرتيس. تلقت تعليمها في " المؤسسة الحرة للتعليم"، حيث تعرفت على الكاتبة المستقبلية كونشا مينديث، التي حظيت معها بصداقة طويلة حتى خلال المنفى في المكسيك.
حصلت على درجة البكالوريوس في الفلسفة والآداب من الجامعة المركزية في مدريد، حيث تعرفت على زوجها، المحامي والنائب المستقبلي (1931-1933) عن الحزب الجمهوري الراديكالي الاشتراكي، أنخيل سيغوبيا بوريو، وكذلك صديقتها الكاتبة روزا تشاثيل.
فازت بمسابقة التوظيف لمنصب أستاذة وتم تعيينها معلمة في معهد أنطونيو دي نبريخا في مدريد. كما نظمت جلسة نقاش أو صالونًا أدبيًا في منزلها، الذي كان يقع آنذاك في باسيو دي لا كاستيانا، وكانت عضوًا في نادي "ليسيوم" النسائي.
في عام 1922، حضرت كشاهد على زواج روزا تشاثيل والرسام تيموتيو بيريث-روبيو، ثم على معمودية ابنهما. في عام 1927، كانت سكرتيرة قسم الفلسفة في أتينيو مدريد، وكان حينها كلا من الزوجين يعيشون نفس المبنى في ساحة تيرسو دي مولينا حيث كان يقيم أيضًا بايي-إنكلان.
أصبحت كونشا دي ألبورنيث صديقة مقربة للشاعر من جيل 27 لويس ثيرنودا. ووفقًا لكل من جريجوريو برييتو والناقد أنطونيو سانشيز-باربودو، كانت هذه الصداقة النسائية الأهم في حياة الشاعر الأندلسي، ولم يكن لها مثيل سوى علاقتها مع روزا تشاثيل، حيث شكّلو معًا "ثلاثيًا لا ينفصل".
في ديسمبر 1931، ساعدت الشاعر ميجيل إيرنانديث خلال أولى رحلاته إلى مدريد، حيث قدمته إلى المجلات الأدبية وعدد من الكُتاب، مثل إرنيستو خيمينيث كاباييرو. وقد عبّر إيرنانديث عن امتنانه بإهدائها الأبيات الثامنة والعشرين من مجموعته "خبير في الاقمار " (1933).
في صيف 1936، سافرت إلى باريس برفقة لويس ثيرنودا للعمل كأمناء لوالدها، ألبارو دي ألبورنيث، الذي عُيّن سفيرًا في فرنسا من قبل حكومة الجمهورية الإسبانية الثانية. عادت لاحقًا إلى إسبانيا، حيث التحق ثيرنودا بالجيش الجمهوري، بينما عملت كونشا في وزارة الخارجية.
بعد ذلك، انتقلت إلى لندن حيث تم إرسال زوجها للعمل هناك، لكن زواجهما لم ينجح، وبدأت إجراءات الطلاق في يناير 1937، بمساعدة المحامية فيكتوريا كينت.
انتقلت إلى بالنسيا عام 1937 مع حكومة الجمهورية. كانت واحدة من الموقعين على بيان "تحالف الكتّاب المناهضين للفاشية للدفاع عن الثقافة". عادت إلى باريس مع والدها، لكنها قبلت سريعًا دعوة صديقها ماكسيمو خوسيه كاهن، الذي كان آنذاك قنصلاً، وزوجته جيرتروديس بلومنفيلد للإقامة في سالونيك. استأنفت مسيرتها الدبلوماسية وسعت للحصول على منصب سكرتيرة في سفارة أثينا، لكنها لم تتمكن من شغله بسبب فقدانها أو سرقة حقيبة في فالنسيا كانت تحتوي على وثائق اعتمادها ورموز شفرات السفارات، إلى جانب مستندات أخرى متنوعة، مما دفع جهاز المخابرات العسكرية (SIM) إلى منعها من تولي أي منصب إلى حين الانتهاء من التحقيق في الأمر.
في اليونان، التقت بروزا تشاثيل وزارت الروائي نيكوس كازانتزاكيس. وعند انتهاء الحرب، انتقلت إلى أسكونا (سويسرا) ثم إلى فرنسا، حيث نظمت مع أسرتها هجرتها إلى المكسيك. أبحرت في يونيو 1939 إلى كوبا، وأقامت هناك حتى ديسمبر 1940. خلال هذه الفترة، قامت بتدريس الأدب في "المدرسة الحرة في هافانا" وصادقت الكاتب خوسيه ليزاما ليما. في يناير 1940، استقلت السفينة "مونتيري" ووصلت إلى المكسيك في 25 يناير، حيث عاشت حتى عام 1944.
في المكسيك، اختلطت مع غيرها من المنفيين، ومن بينهم الرسام رامون جايا. وفي عام 1944، انتقلت إلى الولايات المتحدة لتصبح أستاذة في كلية ماونت هوليوك (ماساتشوستس)، ومن هناك ساعدت العديد من الإسبان المنفيين، ومن بينهم صديقها المقرب لويس سيرنودا، الذي عمل أيضًا أستاذًا في نفس الكلية. التقت هناك بإليانور روزفلت، وعندما سألتها الأخيرة عن موعد رحيل الديكتاتور فرانكو، أجابتها بعبارة "عندما تشائين"، وهو ما أثار دهشة السيدة الأولى.
عند عودتها إلى المكسيك، كانت تقضي وقتها مع لويس سيرنودا وكلارا جيمس. وفي عام 1952، عادت إلى أوروبا برفقة كلارا جيمس ورامون جايا، وانضم إليهم لاحقًا الشاعر والكاتب خوان خيل-ألبرت. زار هذا الفريق مدنًا إيطالية مثل البندقية وفلورنسا وبادوفا وفيتشنزا وفيرونا وروما.
في عام 1956، التقت ألبورنوز في باريس مع خيل-ألبرت وجايا، ثم زارت مع الأخير ماريا ثامبرانو في شقتها في ساحة بوبولو بروما.
في أكتوبر 1959، بعد قضاء عطلة الصيف في اليابان، التقت كونشا بروزا تشاثيل في نيويورك، حيث كانت الأخيرة تقيم بمنحة "غوغنهايم"] لكتابة روايتها "زحل". وقد شجعتها على التقدم لهذه المنحة كل من ألبورنوز وابن عمها، العالم الحائز على جائزة نوبل، سيفيرو أوتشوا (كانت شقيقة أوتشوا عمة ألبورنوز من جهة الأب).
في سبتمبر 1960، تعرضت ألبورنوز لأول انتكاسة جسدية، تم تشخيصها لاحقًا في المكسيك بأنها شلل دماغي، مما أدى إلى وفاتها هناك في فبراير 1972.
كانت تتمتع بشخصية اجتماعية للغاية لكنها متحفظة، ولم تنشر أي أعمال، على غرار "بيبن" خوسيه بيلو، الذي كانت تشبهه في هذا الجانب. ورغم ذلك، فقد تعاونت مع العديد من الكتّاب وكانت موضع ثقتهم، كما كتبت العديد من الرسائل وأخرجت عروضًا مسرحية لكلاسيكيات الأدب الإسباني في كلية ماونت هوليوك. ومع أنها لم تنشر أي مؤلفات، فقد خططت مع نيكوس كازانتزاكيس لترجمة قصائد إسبانية إلى اليونانية، كما قامت في عام 1941 بترجمة كتاب رجال ضد هتلر للمؤلف فريتز ماكس كاهن (1891-1966).
1. ↑  Albornoz Salas, Concepción (1900-1972) نسخة محفوظة 2024-05-30 على موقع واي باك مشين.
2. ↑  Aguilera Sastre, Juan (2011). «Las fundadoras del Lyceum Club Femenino» نسخة محفوظة 2024-12-20 على موقع واي باك مشين.
3. ↑  López García, José Ramón (2013). «Magda o de la amistad Homenaje a Concha de Albornoz de Juan Gil-Albert». El exilio literario de 1939, 70 años después: actas. نسخة محفوظة 2024-11-16 على موقع واي باك مشين.